# Ґао Фенвень
Ґао Фенвень  (кит.: 高丰文, 23 листопада 1939, Кайюань — 27 жовтня 2020, Пекін) — китайський футболіст, що грав на позиції півзахисника. По завершенні ігрової кар'єри — тренер.

## Клубна кар'єра
На клубному рівні протягом 1957–1973 років грав за команду «Ляонін Хувін».

## Виступи за збірну
1965 року дебютував в офіційних матчах у складі національної збірної Китаю, кольори якої захищав протягом дев'яти років.

## Кар'єра тренера
Розпочав тренерську кар'єру 1981 року, очоливши тренерський штаб молодіжної збірної Китаю, з якою працював протягом двох років. Згодом у 1984–1985 роках тренував юнацьку збірну Китаю (U-16).
1986 року був призначений головним тренером національної збірної Китаю, з якою працював до 1990 року. 1988 року керував її діями на Кубку Азії 1988, де китайці посіли четверте місце. Того ж року команда у форматі олімпійської збірної під його ж керівництвом була учасником футбольного турніру на Олімпіаді-1988, де Китай не подолав груповий етап.
Помер 27 жовтня 2020 року на 81-му році життя в Пекіні.